# ذكاء الويب
ذكاء الويب (بالإنجليزية: Web intelligence)‏ هو العلم القائم على استغلال الذكاء الاصطناعي و تقنية المعلومات لتطوير الشبكة العالمية (الويب) بغرض الوصول إلى الجيل الجديد من المنتجات والخدمات والأطر (Frameworks) القائمة على شبكة الإنترنت.
ظهر هذا المصطلح لأول مرة عام 2000م في ورقة بحثيّة قدمها تشونغ نينغ، جى مينغ ياو ليو، و Y.Y.Ohsuga في مؤتمر تطبيقات وبرامج الحاسب.
أول مؤتمر متخصص في الذكاء الشبكي كان عام 2001 (مؤتمر آسيا والمحيط الهادئ في الذكاء الشبكي).

## المجال البحثي
يشمل حقل ذكاء الويب مجالات بحثيّة عدّة، منها: التنقيب في البيانات، استرجاع المعلومات، الويب الدلالي، مخازن البيانات الشبكية، ومواقع الإنترنت المتوائمة.